# Lawrence Sydney Nicasio

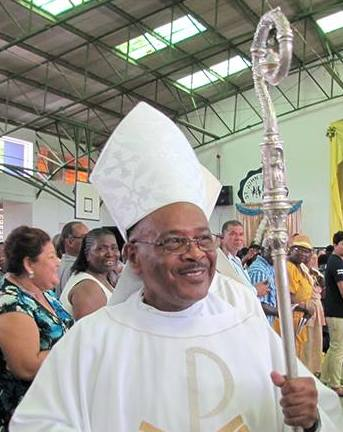
Lawrence Sydney Nicasio am Tag seiner Bischofsweihe 2017

Lawrence Sydney Nicasio (* 5. September 1956 in Dangriga; † 1. Januar 2024 in Belize City) war ein belizischer Geistlicher und römisch-katholischer Bischof in Belize City-Belmopan.

## Leben
Lawrence Nicasio entstammt einer Garifuna-Familie. Er besuchte die Augustine High School in seiner Heimatstadt Dangriga und absolvierte das Belize Teachers’ College in Belize City. Danach unterrichtete er an verschiedenen Schulen und wurde zum Leiter der katholischen Schule des Bezirks Toledo bestellt.
1981 nahm er ein Studium der Philosophie am Cardinal Glennon College in Shrewsbury (Missouri) auf, dem sich das Studium der Theologie am Kenrick Theological Seminary in St. Louis anschloss. Am 16. Juni 1989 empfing er das Sakrament der Priesterweihe. Er war Vikar in Belmopan, 13 Jahre lang, von 1991 bis 2004, Pfarrer in Orange Walk Town und danach Pfarrer zweier Vorstadtgemeinden in Belize City: St. Ignatius (2005–2008) und St. John Vianney (2008–2013).
Papst Franziskus ernannte ihn am 26. Januar 2017 zum Bischof von Belize City-Belmopan. Die Bischofsweihe spendete ihm der Apostolische Nuntius in Belize, Erzbischof Léon Kalenga Badikebele, am 13. Mai desselben Jahres. Ungewöhnlich war der Ort der Bischofsweihe, nämlich die Turnhalle des St. John’s College in Belize City. So konnten nicht nur die Honoratioren aus Kirche, Staat und Stadt am Gottesdienst teilnehmen, sondern auch viele „einfache“ Gläubige. Mitkonsekratoren waren der Erzbischof von Nassau, Patrick Christopher Pinder, und Fernand J. Cheri OFM, Weihbischof in New Orleans.
Bischof Nicasio starb Anfang Januar 2024 im Alter von 67 Jahren an den Folgen von Krebs.